# Oriol Domènec i Llavallol
Oriol Domènec i Llavallol (Barcelona, 9 de novembre de 1923) és un otorrinolaringòleg i cirurgià català. En la seva etapa estudiantil va ser un activista català, i actualment forma part d'un moviment social que busca la independència de Catalunya.

## Biografia
Fill d'una família burgesa catalana, cursà els estudis de medicina a Barcelona i més tard de nàutica i aviació. A la dècada de 1940 formava part de grups antifeixistes i catalanistes, fet pel qual fou detingut i empresonat, un cop lliure va fugir cap a Alemanya i posteriorment a l'Argentina amb passaport fals, ja que era el del seu cosí, on va treballar d'ajudant de cirurgià. L'any 1952 va marxar a l'Antàrtida durant un any.
Tornà a Alemanya on preparà la fuga d'Espanya de la que seria la seva esposa, Mercedes Elizalde Bertrand (1933-2013), filla d'un important empresari del règim. Van fugir creuant el riu Miño nedant fins a Portugal, on es van casar a Lisboa el 25 d'octubre de 1956, durant el seu casament es van adonar que no tenien padrins, ja que el casament havia estat improvisat i van demanar a un parell de reporters que cobrien la notícia que li fessin de padrins, així és com John Coito de Diário de Noticias i Manuel Rodrigues de la revista popular es van convertir en testimonis de l'enllaç.
Descoberta, Mercedes va ser deportada i tancada en un reformatori fins a complir els 25 anys (la majoria d'edat). Un cop reunits a l'Argentina, Oriol Domènec exercí la professió de metge a Tierra del Fuego i Los Gallegos, gràcies a una llei especial que li reconeixia el títol de metge sota el paral·lel 42. Posteriorment exercí al Matto Grosso (Paraguai) i tornà a l'Argentina on va adquirir una finca de 8.500 Hectàrees que anomenà El Canigó, on el ramat es marcava amb quatre barres.
L'any 1970 va tornar a Barcelona on continua exercint la medicina privada com a especialista i cirurgià otorrinolaringòleg, amb 70 anys se'n va anar a la guerra de Bòsnia, on va passar 3 mesos per ajudar a qui pogués.

## Antifeixista
Als anys 40 mentre era estudiant universitari formà part del Front Universitari de Catalunya i el Front Nacional de Catalunya organitzant actes d'afirmació catalana. Sobretot era la de penjar senyeres a diferents racons de Barcelona un cop al mes, alguns d'ells dels actes més importants varen ser:
- Desplegar una senyera al Palau de la Música, durant un concert, la plaça de la Universitat o la torre del telefèric de la Barceloneta.[7][8]
- Va idear el desplegament d'una Senyera a la roca "Gorro Frigi" de la muntanya de Montserrat el dia de l'entronització de la Mare de Déu, que hi va estar tot el dia.
- Penjar-ne una altra a la façana del naixement de la  Sagrada Família, aquesta senyera va estar penjada durant 24 hores.[9][10]

El 1943 juntament amb vuit companys de la facultat de medicina i una noia alemanya va crear els Grups Nacionals de Resistència (GNR).
Descobert més tard per la policia franquista, va ser condemnat a 6 mesos i 1 dia, i va passar per les presons de Cadis, San Fernando, Sevilla, Còrdova, Linares, Carabanchel, Saragossa, Lleida i per acabar per la comissaria de Montjuïc, on li van fer un consell de guerra i el van extradir a 150 km de Catalunya.

## Alpinista
L'any 1952 va viure durant un any a l'Antàrtida com a metge otorrinolaringòleg del destacament "Luna" de l'armada Argentina, investigant sobre parasitologia animal i va ser el primer home a fer el cim del Mount Plymouth a l'illa Greenwich, on va deixar una bandera catalana, aquesta fita va merèixer una portada al diari "La Vanguardia", on deien que era tot un orgull que un espanyol hagués trepitjat l'Antàrtida, "El primer español que pisa la Antartida”, en aquesta mateixa missió va haver de creuar amb trineu, 70 km sobre un mar gelat, per atendre a un mariner xilé de la Base Pratt, el qual li va haver d'amputar una cama gangrenada, però li va salvar la vida.
L'any 1969 va participar en una expedició del Centre Excursionista de Catalunya a la Patagònia, com a metge i perquè ell ja l'havia fet a part tenia contactes a la zona, i a una casa, que va anomenar "Estança Canigó", la va oferir com a cuartel general per a l'expedició.

## Independentista Català
Amb motiu de les consultes sobiranistes durant l'any 2010, ha fet xerrades en actes de campanya a diverses localitats, i fou el promotor del Manifest 12 d'abril, per a reclamar una única candidatura sobiranista a les pròximes eleccions al parlament de Catalunya, també és membre d'honor de l'associació per a la independència "Ara o mai!".
| «               | "Cal fer servir dos sentits: el de la vista i el comú; per la dignitat dels catalans cal restituir la veritat en la nostra adulterada història." | » |
| — Oriol Domènec | |   |